# Solna strand
Solna strand (do 18 sierpnia 2014 Vreten) – skalna stacja sztokholmskiego metra, położona w gminie Solna, w dzielnicy Huvudsta. Na niebieskiej linii T10. Dziennie korzysta z niej około 2900 osób.
Stacja położona jest na osiedlu Solna strand. W przeszłości dominowała tutaj zabudowa przemysłowa i biurowa. Do 2011 składy metra nie zatrzymywały się na stacji we wczesnych godzinach porannych i w nocy, w weekendy stacja pracowała tylko 8 godzin.
Osiedle przemianowano na początku XXI wieku z nazwy Vretens industriområde. Stacja metra pozostała pod dotychczasową nazwą. W 2013 rozpoczęto procedurę zmiany nazwy stacji metra, oficjalnie od 18 sierpnia 2014 funkcjonuje stacja Solna strand. Cały proces zmiany nazewnictwa szacowano na 3,7 miliona koron, a wymiana map systemu itp. została połączona z przedłużeniem Tvärbany.
Stacja leży na głębokości 28 m, prostopadle pod Vretenvägen, wyjście zlokalizowano na rogu Korta gatan i Torggatan. Stację otwarto 19 sierpnia 1985 jako 96. w systemie, posiada jeden peron z dwoma krawędziami.
Zobaczyć można tutaj prace Takashi Narahy zatytułowane Himmelen av kub (pol. Kostki nieba), są to niebieskie sześciany z chmurami wystające ze ścian i podłogi peronu. Przed wejściem znajduje się czarna kostka.

## Czas przejazdu
| Linia | Stacja          | Czas przejazdu | Stacja                                 | Czas przejazdu    |
| T10   | Hjulsta         | 11 min         | Västra skogen Fridhemsplan T-Centralen | 3 min 6 min 9 min |
| T10   | Kungsträdgården | 11 min         | Västra skogen Fridhemsplan T-Centralen | 3 min 6 min 9 min |

## Galeria

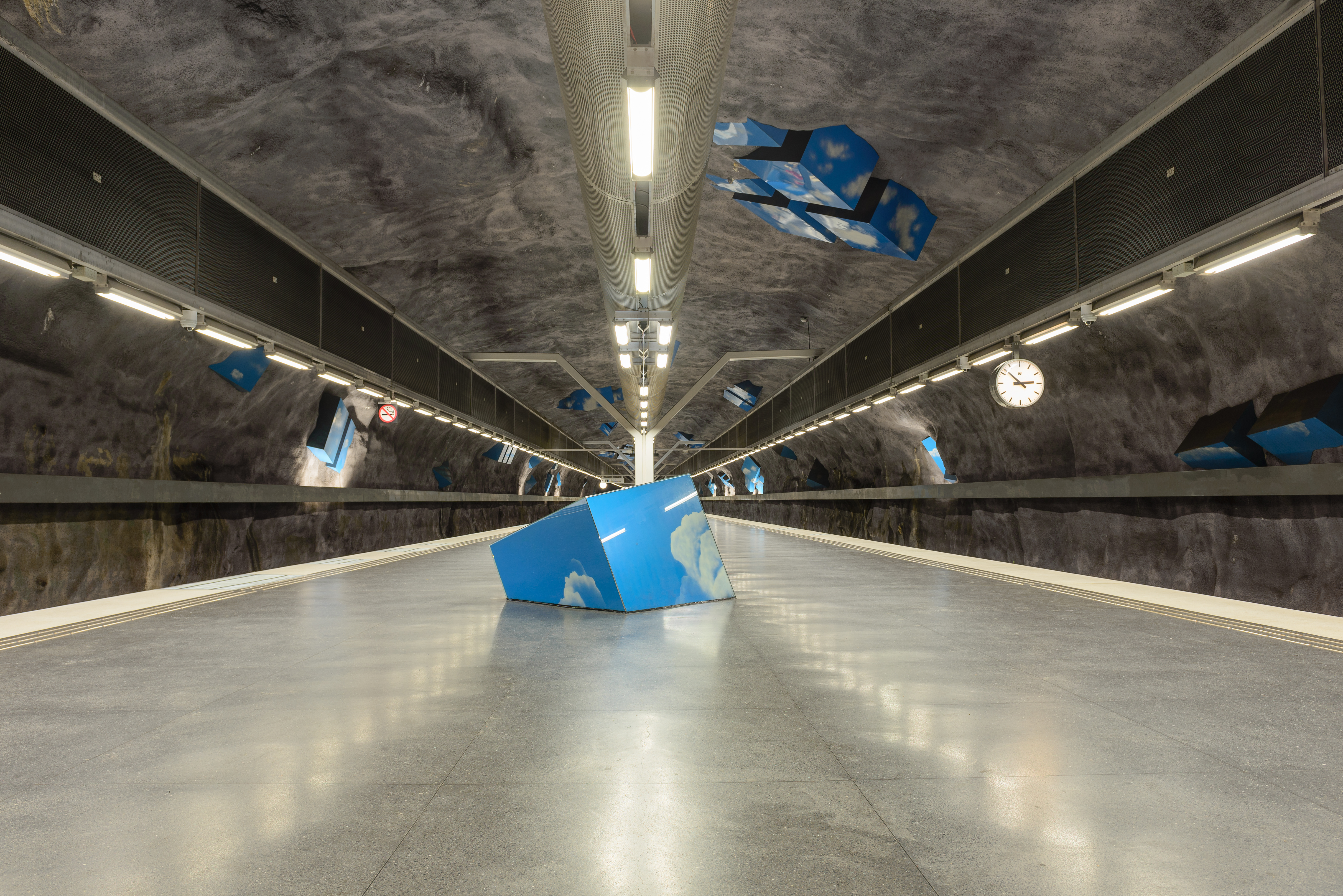
Peron
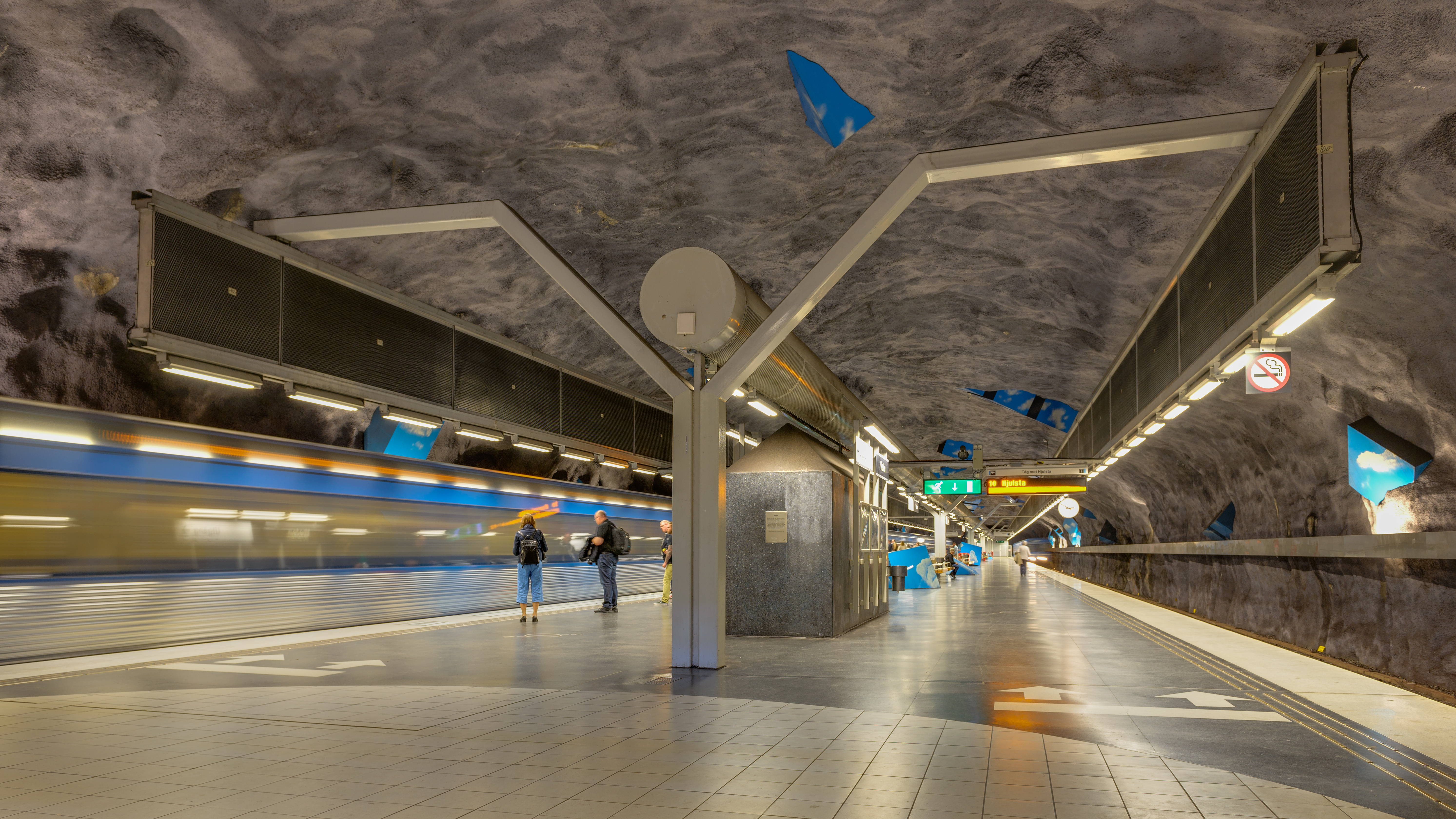
Peron